# Dagmar Ferle
Dagmar Ferle (* 18. Juli 1949 in Hamburg) ist eine deutsche Geigerin und Malerin, die als erste Frau im Rundfunkorchester des NDR beschäftigt wurde.

## Leben
Dagmar Ferle ist das einzige Kind der Eheleute Dora und Horst Ferle aus Eichenau. Sie hatte seit dem 6. Lebensjahr Geigenunterricht, zuerst bei ihrer Mutter in Eichenau.
1967 wurde sie zweite Bundessiegerin im Wettbewerb „Jugend Musiziert“, 1968 erhielt sie mit dem Abitur in München die Bayerische Begabtenförderung, begann mit dem Violinstudium und wurde 1972 in die Studienstiftung des deutschen Volkes aufgenommen. Seit ihrem Konzertexamen 1977 ist sie Geigerin im Sinfonieorchester des NDR Hamburg.
Neben ihrem musikalischen Werdegang begann Dagmar Ferle an der Hochschule für bildende Künste, Hamburg, auch ihr malerisches Talent auszubilden.

## Gruppen- und Einzelausstellungen
```
Eine Auswahl
[
4
]
```

- 1987 Hamburg-Haus, Hamburg-Eimsbüttel
- 1987 Dresdner Bank, Hamburg-Mühlenkamp
- 1988 Museum Rade am Schloß Reinbek
- 1990 Kunsthaus Itzehoe
- 1991 Haus des Handwerks, GEDOK Hamburg
- 1992 NDR Hamburg-Rothenbaum
- 1992 Hamburger Landesvertretung in Bonn
- 1992 St. Petersburg
- 1992 ART Hamburg, Internationale Kunstmesse
- 1993 Hamburger Rathaus
- 1994 Landdrostei Pinneberg
- 1994 Galerie M, Hamburg-Othmarschen
- 1997 Musik- und Kongresshalle, Lübeck
- 1997 Wanderausstellung der Günter-Wand-Bilder in den Konzerthäusern: Musikhalle Hamburg, Stadthalle Wuppertal, Musik- und Kongresshalle, Lübeck, Kieler Schloß, Philharmonie Gasteig, München
- 1998 Hotel Rafael, München
- 1998 Schloß Neubeuern
- 2002 Den Danske Heneford, Hamburg-Altstadt
- 2002 Haus der Künste, An der Alster
- 2003 Villa an der Alster[5]

- 2008 Kunstkontor, Pickhuben/Speicherstadt
- 2011 Eulenkrug-Passage[6]
- 2014 Förderverein für kulturelle Bildung, Eichenau

### Diskografie
- Günter Wand, Wolfgang Amadeus Mozart, NDR Sinfonieorchester, Symphonieorchester Des Bayerischen Rundfunks* - Günter Wand-Edition Volume 6, (CD)

Profil (4) PH05006, 2005
- Günter Wand, Carl Orff, Maria Venuti, Ulf Kenklies, Peter Binder, Hamburger Knabenchor St. Nikolai*, Mitglieder Des Opernchors Des Niedersächsischen Staatstheaters Hannover*, NDR Chor, NDR Sinfonieorchester - Günter Wand-Edition Volume 5, (CD) Profil (4) PH05005, 2005
- Günter Wand, Ruggiero Ricci, Camille Saint-Saëns, Charles Koechlin, Hector Berlioz, Luigi Cherubini, Kölner Rundfunk-Sinfonie-Orchester* - Günter Wand-Edition Volume 7, (CD) Profil Medien GmbH PH05007, 2005
- Günter Wand, Wolfgang Amadeus Mozart, Margaret Marshall, Symphonieorchester Des Bayerischen Rundfunks*, Kölner Rundfunk-Sinfonie-Orchester* - Gunter Wand - Edition Volume 11, (CD) Profil Medien GmbH PH050432006, 2005
- Günter Wand, Walter Braunfels, Wolfgang Amadeus Mozart, Tadeusz Baird - Günter Wand-Edition Volume 17, (CD, Comp, Mono), 2005[7]

## Veröffentlichungen
- Dagmar Ferle, Günter Wand, 34 Porträt-Zeichnungen in Pastell-Technik[8], Verlag: Dagmar Ferle Rosengarten, 2001.

## Auszeichnungen
1988 gewann sie den 2. Preis der internationalen Akademie für Kunst und Gestaltung „Pentiment“ an der Fachhochschule Hamburg.